# Jean Gagnant
Jean Gagnant (né le 25 août 1904 à Saint-Léonard-de-Noblat et mort le 19 décembre 1944 à Dachau) est un résistant français, martyr de la Résistance.

## Biographie
Il est le responsable à Limoges de Libération Sud, un mouvement né en juillet 1941 qui publie à partir de cette date le journal Libération. Ce mouvement, bien implanté en zone sud, surtout en Haute-Vienne et Dordogne, est cependant moins important que Combat, un autre mouvement créé en décembre 1941, devenu le principal mouvement de résistance non communiste en zone libre. Il côtoie Armand Dutreix entrepreneur électricien fusillé au Mont Valérien comme otage en 1943, Valentin Lemoine, François Perrin professeur d'anglais, Marcel Reynaud et Georges Dumas.
Jean Gagnant habitait le quartier des Casseaux où sa mère tenait un café et d'où partirent les grands mouvements limougeauds : l'insurrection républicaine de 1848, la grève des ouvriers porcelainiers de 1864, la crise de 1905 et les mouvements de résistance.
Il est arrêté par les Allemands, le 22 juillet 1944, à Saint-Priest-Taurion ce jour-là c'est lui qui n'était pas visé.
Envoyé par le convoi du 20 août 1944 au camp de concentration de Dachau, il y meurt le 19 décembre 1944,,.

## Hommages
Son nom a été donné à une importante avenue de Limoges le long de laquelle sont implantés de nombreux bâtiments administratifs, et de ce fait, les habitants de la ville avaient pris l'habitude de dire qu'ils allaient à Jean Gagnant en parlant du centre de Sécurité Sociale.
Son nom est surtout associé au centre culturel municipal de Limoges qui fut bâti dans le même secteur et qui fut baptisé en son honneur.